# Roquevaire
 Roquevaire  es una comuna y población de Francia, en la región de Provenza-Alpes-Costa Azul, departamento de Bocas del Ródano, en el distrito de Marsella. Es la cabecera del cantón homónimo, aunque Auriol la supera en población.
Su población en el censo de 1999 era de 7.853 habitantes. Forma parte de la aglomeración urbana de Marsella-Aix-en-Provence.
Está integrada en la Communauté d'agglomération Garlavan Huveaune - Sainte Baume .

## Demografía
| 3 408 | 3 854 | 5 042 | 5 619 | 7 061 | 7 853 |
| Para los censos de 1962 a 1999 la población legal corresponde a la población sin duplicidades (Fuente: INSEE [Consultar]) |       |       |       |       |       |

- Datos: Q640919
- Multimedia: Roquevaire / Q640919

1. ↑  Worldpostalcodes.org, código postal n.º 13360.
2. ↑  INSEE, Datos de población para el año 2012 de Roquevaire (en francés).